# Philodes longulus
Philodes longulus (лат.) — вид жуков рода Philodes из семейства жужелиц. Багамы и США. Распространён от южной Вирджинии и Теннесси до южной Флориды и Багамских островов, на запад по крайней мере до восточно-центрального Техаса, включая юго-восточную Луизиану.

## Описание
Обитает в низинах, но точных данных об условиях обитания нет. Ведёт ночной образ жизни; днём укрывается в листовой подстилке. Сезонность: январь-март, май-август. Взрослые особи зимуют в древесном мусоре и под отмершими листьями. Макроптерный, изредка летает (при искусственном освещения в ночное время). Умеренный бегун. Вид был впервые описан в 1829 году французским генералом и энтомологом Пьером Франсуа Дежаном (1780—1845).